# Complesso di lancio 4

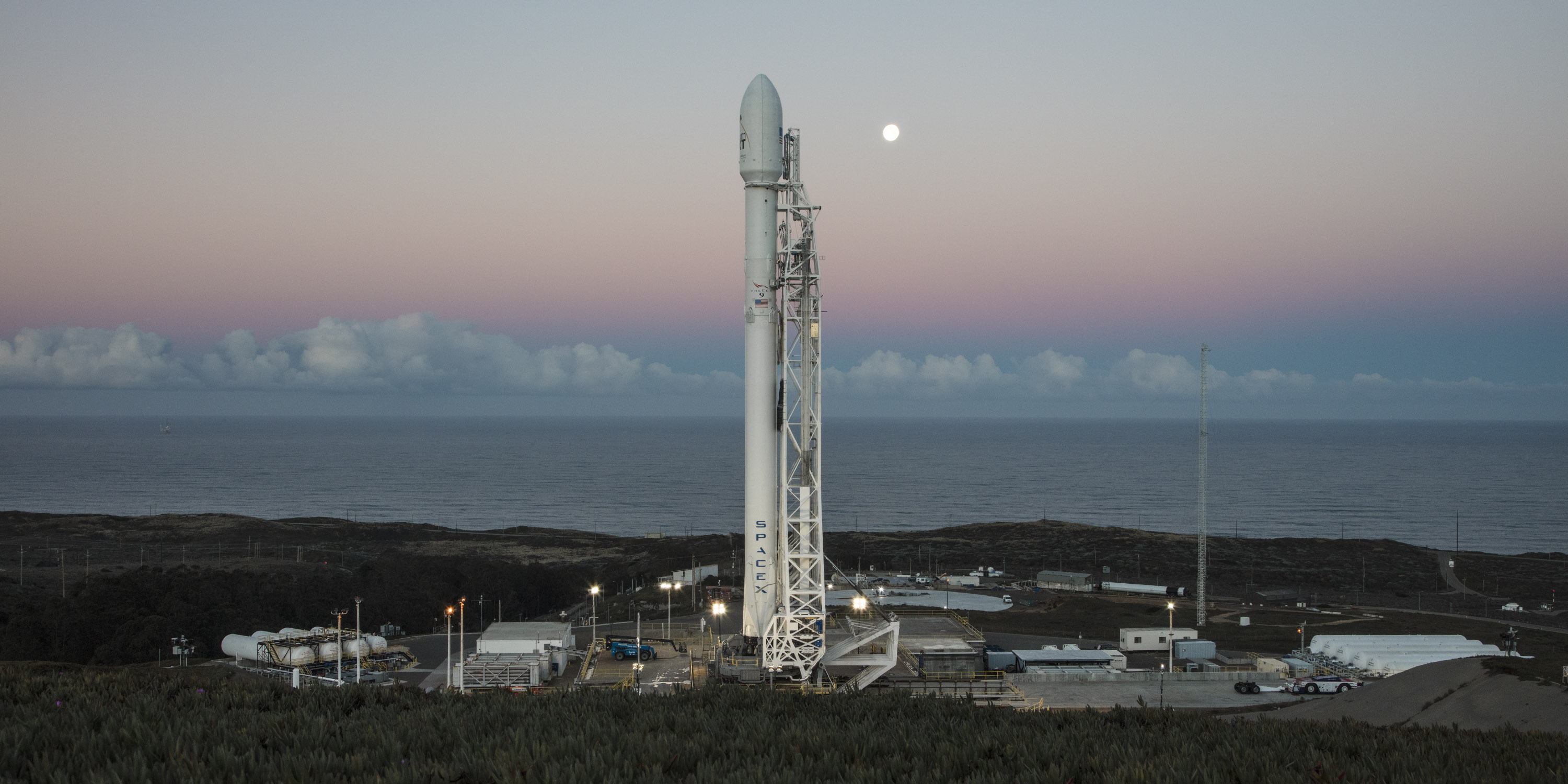
Un Falcon 9 pronto al lancio sulla rampa 4E

Il complesso di lancio 4 Space Launch Complex  (SLC-4) è una struttura presente alla base di Vandenberg composta da due rampe di lancio, entrambi utilizzate dalla SpaceX per il lancio di Falcon 9.
Il complesso è stato precedentemente impiegato dai razzi Atlas e Titan tra il 1963 e il 2005. Consiste di due rampe di lancio, lo SLC-4W e lo SLC-4E,  conosciuti rispettivamente come PALC2-3 e PALC2-4. Entrambi sono stati originariamente costruiti per il lancio dei razzi Atlas-Agena, ma furono entrambi modificati per adattarsi ai Titan.
Entrambi i siti sono correntemente in leasing da SpaceX. Il complesso 4E è impiegato per il lancio del Falcon 9, per la prima volta il 29 settembre 2013, a seguito di un programma di modifiche cominciato all'inizio del 2011. Il leasing del complesso 4W è cominciato nel febbraio 2015 per utilizzarlo come rampa di atterraggio per recuperare i primi stadi del Falcon 9 dopo le missioni.

## SLC-4E

### Atlas-Agena
Il primo lancio da questo sito è avvenuto il 14 agosto 1964, con il lancio del satellite KH-7 con un Atlas-Agena D. Dopo 27 lanci di Atlas-Agena, l'ultimo dei quali avvenuto il 4 giugno 1967, il complesso fu disattivato.

### Titan IIID

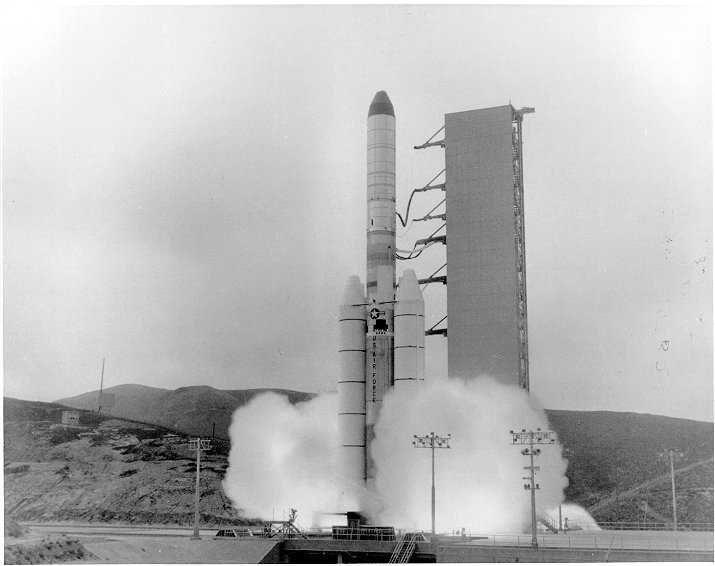
Un Titan IIID lanciato dal SLC-4E

Durante il 1971 il complesso fu riattivato e modificato per il Titan III. Il Titan IIID compì il suo volo inaugurale dal SLC-4E il 15 giugno 1971, lanciando il satellite KH-Hexagon. Il primo satellite KH-11 Kennan fu lanciato dal complesso il 19 dicembre 1976. Tutti i 22 Titan IIID furono lanciati dal SLC-4E, l'ultimo fu lanciato il 17 novembre 1982.

### Titan 34D
Il complesso fu in seguito modificato per lanciare il Titan 34D. Sette Titan 34D furono lanciati tra il 20 giugno 1983 e il 6 novembre 1988. La rampa ha ospitato uno dei più drammatici incidenti nella storia degli Stati Uniti quando un Titan che trasportava un satellite KH-9 è esploso appena sopra la torre di lancio il 18 aprile 1986. L'enorme esplosione investì il complesso con detriti e propellente tossico, producendo seri danni. Sedici mesi dopo l'incidente il sito tornò in servizio con il lancio di un satellite KH-11.

### Titan IV
L'ultimo Titan lanciato dalla rampa fu il Titan IV, a partire dal 8 marzo 1991, con il lancio di Lacrosse 2. Il 19 ottobre 2005 fu la data dell'ultimo volo della famiglia Titan, quando un Titan IVB fu lanciato dallo SLC-4E con a bordo un satellite Improved Crystal. Dopo il lancio il complesso fu disattivato.

### Falcon
La SpaceX ha ristrutturato la rampa per il lancio di Falcon 9 e Falcon Heavy, con un processo cominciato all'inizio del 2011. L'approvazione della commissione ambientale è arrivato nel febbraio 2011 mentre la demolizione delle strutture precedenti è avvenuta durante l'estate dello stesso anno.
Per la fine del 2012 la SpaceX annunciò che il primo lancio da Vandenberg sarebbe avvenuto nel 2013 con un Falcon 9 v1.1. Il volo era programmato per l'estate del 2013 ma fu ritardato al 29 settembre, rappresentando anche il volo inaugurale della versione v1.1. La missione portò in orbita il satellite meteorologico canadese CASSIOPE.

### Lista dei lanci[3]
| Ora e data (GMT)        | Veicolo             | Numero Seriale     | Numero Seriale     | Numero Seriale     | Traiettoria   | Risultato | Carico utile                                                                                |
| ----------------------- | ------------------- | ------------------ | ------------------ | ------------------ | ------------- | --------- | ------------------------------------------------------------------------------------------- |
| 8 ottobre 1964          | Atlas SLV-3 Agena-D | 7103               | 7103               | 7103               | LEO           | Fallito   | KH-7 Gambit 4012                                                                            |
| 4 dicembre 1964 18:57   | Atlas SLV-3 Agena-D | 7105               | 7105               | 7105               | LEO           | Riuscito  | KH-7 Gambit 4014                                                                            |
| 3 aprile 1965 21:25     | Atlas SLV-3 Agena-D | 7401               | 7401               | 7401               | LEO           | Riuscito  | SNAPSHOT                                                                                    |
| 28 aprile 1965 20:17    | Atlas SLV-3 Agena-D | 7107               | 7107               | 7107               | LEO           | Riuscito  | KH-7 Gambit 4017                                                                            |
| 27 maggio 1965 19:30    | Atlas SLV-3 Agena-D | 7108               | 7108               | 7108               | LEO           | Riuscito  | KH-7 Gambit 4018                                                                            |
| 25 giugno 1965 19:30    | Atlas SLV-3 Agena-D | 7109               | 7109               | 7109               | LEO           | Riuscito  | KH-7 Gambit 4019                                                                            |
| 12 luglio 1965 19:00    | Atlas SLV-3 Agena-D | 7112               | 7112               | 7112               | LEO           | Fallito   | KH-7 Gambit 4020                                                                            |
| 3 agosto 1965 19:12     | Atlas SLV-3 Agena-D | 7111               | 7111               | 7111               | LEO           | Riuscito  | KH-7 Gambit 4021                                                                            |
| 30 settembre 1965 19:20 | Atlas SLV-3 Agena-D | 7110               | 7110               | 7110               | LEO           | Riuscito  | KH-7 Gambit 4022                                                                            |
| 8 novembre 1965 19:26   | Atlas SLV-3 Agena-D | 7113               | 7113               | 7113               | LEO           | Riuscito  | KH-7 Gambit 4023                                                                            |
| 19 gennaio 1966 20:10   | Atlas SLV-3 Agena-D | 7114               | 7114               | 7114               | LEO           | Riuscito  | KH-7 Gambit 4024                                                                            |
| 15 febbraio 1966 20:30  | Atlas SLV-3 Agena-D | 7115               | 7115               | 7115               | LEO           | Riuscito  | KH-7 Gambit 4025                                                                            |
| 18 marzo 1966 20:30     | Atlas SLV-3 Agena-D | 7116               | 7116               | 7116               | LEO           | Riuscito  | KH-7 Gambit 4026                                                                            |
| 19 aprile 1966 19:12    | Atlas SLV-3 Agena-D | 7117               | 7117               | 7117               | LEO           | Riuscito  | KH-7 Gambit 4027                                                                            |
| 14 maggio 1966 18:30    | Atlas SLV-3 Agena-D | 7118               | 7118               | 7118               | LEO           | Riuscito  | KH-7 Gambit 4028                                                                            |
| 3 giugno 1966 19:25     | Atlas SLV-3 Agena-D | 7119               | 7119               | 7119               | LEO           | Riuscito  | KH-7 Gambit 4029                                                                            |
| 12 luglio 1966 17:57    | Atlas SLV-3 Agena-D | 7120               | 7120               | 7120               | LEO           | Riuscito  | KH-7 Gambit 4030                                                                            |
| 16 agosto 1966 18:30    | Atlas SLV-3 Agena-D | 7121               | 7121               | 7121               | LEO           | Riuscito  | KH-7 Gambit 4031                                                                            |
| 19 agosto 1966 19:30    | Atlas SLV-3 Agena-D | 7202               | 7202               | 7202               | LEO           | Riuscito  | Midas 11                                                                                    |
| 16 settembre 1966 17:59 | Atlas SLV-3 Agena-D | 7123               | 7123               | 7123               | LEO           | Riuscito  | KH-7 Gambit 4032                                                                            |
| 12 ottobre 1966 19:15   | Atlas SLV-3 Agena-D | 7122               | 7122               | 7122               | LEO           | Riuscito  | KH-7 Gambit 4033                                                                            |
| 2 novembre 1966 20:23   | Atlas SLV-3 Agena-D | 7124               | 7124               | 7124               | LEO           | Riuscito  | KH-7 Gambit 4034                                                                            |
| 2 dicembre 1966 21:09   | Atlas SLV-3 Agena-D | 7125               | 7125               | 7125               | LEO           | Riuscito  | KH-7 Gambit 4035                                                                            |
| 2 febbraio 1967 20:00   | Atlas SLV-3 Agena-D | 7126               | 7126               | 7126               | LEO           | Riuscito  | KH-7 Gambit 4036                                                                            |
| 22 maggio 1967 18:30    | Atlas SLV-3 Agena-D | 7127               | 7127               | 7127               | LEO           | Riuscito  | KH-7 Gambit 4037                                                                            |
| 4 giugno 1967 18:07     | Atlas SLV-3 Agena-D | 7128               | 7128               | 7128               | LEO           | Riuscito  | KH-7 Gambit 4038                                                                            |
| 15 giugno 1967 18:41    | Titan III(23)D      | 23D-1              | 23D-1              | 23D-1              | LEO           | Riuscito  | OPS-8709 (KH-9)                                                                             |
| 20 gennaio 1972 18:36   | Titan III(23)D      | 23D-2              | 23D-2              | 23D-2              | LEO           | Riuscito  | OPS-1737 (KH-9) SSF-B-22                                                                    |
| 7 luglio 1972 17:46     | Titan III(23)D      | 23D-5              | 23D-5              | 23D-5              | LEO           | Riuscito  | OPS-7293 (KH-9) SSF-B-23                                                                    |
| 10 ottobre 1972 18:03   | Titan III(23)D      | 23D-3              | 23D-3              | 23D-3              | LEO           | Riuscito  | OPS-8314 (KH-9) SSF-C-3                                                                     |
| 9 marzo 1973 21:00      | Titan III(23)D      | 23D-6              | 23D-6              | 23D-6              | LEO           | Riuscito  | OPS-8410 (KH-9)                                                                             |
| 13 giugno 1973 20:24    | Titan III(23)D      | 23D-7              | 23D-7              | 23D-7              | LEO           | Riuscito  | OPS-8261 (KH-9)                                                                             |
| 10 novembre 1973 20:09  | Titan III(23)D      | 23D-8              | 23D-8              | 23D-8              | LEO           | Riuscito  | OPS-6630 (KH-9) SSF-B-24 SSF-C-4                                                            |
| 10 aprile 1973 20:20    | Titan III(23)D      | 23D-9              | 23D-9              | 23D-9              | LEO           | Riuscito  | OPS-6245 (KH-9) SSF-B-25 IRCB                                                               |
| 29 ottobre 1974 19:30   | Titan III(23)D      | 23D-4              | 23D-4              | 23D-4              | LEO           | Riuscito  | OPS-7122 (KH-9) OPS-8452 (S3) SSF-B-26                                                      |
| 8 giugno 1975 18:30     | Titan III(23)D      | 23D-10             | 23D-10             | 23D-10             | LEO           | Riuscito  | OPS-6381 (KH-9) SSF-C-5                                                                     |
| 4 dicembre 1975 20:38   | Titan III(23)D      | 23D-13             | 23D-13             | 23D-13             | LEO           | Riuscito  | OPS-4428 (KH-9) OPS-5547 (S3)                                                               |
| 8 luglio 1976 18:30     | Titan III(23)D      | 23D-14             | 23D-14             | 23D-14             | LEO           | Riuscito  | OPS-4699 (KH-9) OPS-3986 (S3) SSF-D-1                                                       |
| 19 dicembre 1976 18:19  | Titan III(23)D      | 23D-15             | 23D-15             | 23D-15             | LEO           | Riuscito  | OPS-5705 (KH-11)                                                                            |
| 27 giugno 1977 18:30    | Titan III(23)D      | 23D-17             | 23D-17             | 23D-17             | LEO           | Riuscito  | OPS-4800 (KH-9)                                                                             |
| 16 marzo 1978 18:43     | Titan III(23)D      | 23D-20             | 23D-20             | 23D-20             | LEO           | Riuscito  | OPS-0460 (KH-9) SSF-D-2                                                                     |
| 14 giugno 1978 18:28    | Titan III(23)D      | 23D-18             | 23D-18             | 23D-18             | LEO           | Riuscito  | OPS-4515 (KH-11)                                                                            |
| 16 marzo 1979 18:30     | Titan III(23)D      | 23D-21             | 23D-21             | 23D-21             | LEO           | Riuscito  | OPS-3854 (KH-9) SSF-D-3                                                                     |
| 7 febbraio 1980 21:10   | Titan III(23)D      | 23D-19             | 23D-19             | 23D-19             | LEO           | Riuscito  | OPS-2581 (KH-11)                                                                            |
| 18 giugno 1980 18:29    | Titan III(23)D      | 23D-16             | 23D-16             | 23D-16             | LEO           | Riuscito  | OPS-3123 (KH-9) SSF-C-6                                                                     |
| 3 settembre 1981 18:29  | Titan III(23)D      | 23D-22             | 23D-22             | 23D-22             | LEO           | Riuscito  | OPS-3984 (KH-11)                                                                            |
| 11 aprile 1982 18:45    | Titan III(23)D      | 23D-24             | 23D-24             | 23D-24             | LEO           | Riuscito  | OPS-5642 (KH-9) SSF-D-4                                                                     |
| 17 novembre 1982 21:22  | Titan III(23)D      | 23D-23             | 23D-23             | 23D-23             | LEO           | Riuscito  | OPS-9627 (KH-11)                                                                            |
| 20 giugno 1983 18:45    | Titan 34D           | 4D-3               | 34D-5              | 34D-5              | LEO           | Riuscito  | OPS-0721 (KH-9) SSF-C-7                                                                     |
| 25 giugno 1984 18:43    | Titan 34D           | 4D-1               | 34D-4              | 34D-4              | LEO           | Riuscito  | USA-2 (KH-9) USA-3 (SSF-D)                                                                  |
| 4 dicembre 1984 18:00   | Titan 34D           | 4D-4               | 34D-6              | 34D-6              | LEO           | Riuscito  | USA-6 (KH-11)                                                                               |
| 28 agosto 1985 21:20    | Titan 34D           | 4D-6               | 34D-7              | 34D-7              | LEO           | Fallito   | KH-11                                                                                       |
| 18 aprile 1986 17:45    | Titan 34D           | 4D-2               | 34D-9              | 34D-9              | LEO           | Fallito   | KH-9                                                                                        |
| 26 ottobre 1987 21:32   | Titan 34D           | 4D-8               | 34D-15             | 34D-15             | LEO           | Riuscito  | USA-27 (KH-11)                                                                              |
| 6 novembre 1988 18:03   | Titan 34D           | 4D-7               | 34D-14             | 34D-14             | LEO           | Riuscito  | USA-33 (KH-11)                                                                              |
| 8 marzo 1991 12:03      | Titan IV(403)A      | 45F-1              | 4A-5               | K-5                | LEO           | Riuscito  | USA-69 (Lacrosse)                                                                           |
| 8 novembre 1991 07:07   | Titan IV(403)A      | 45F-2              | 4A-8               | K-8                | LEO           | Riuscito  | USA-72 (SLDCOM) USA-74 (NOSS) USA-76 (NOSS) USA-77 (NOSS)                                   |
| 28 novembre 1992 21:34  | Titan IV(404)A      | 45J-1              | 4A-3               | K-3                | LEO           | Riuscito  | USA-86 (KH-12)                                                                              |
| 2 agosto 1993 19:59     | Titan IV(403)A      | 45F-9              | 4A-11              | K-11               | LEO           | Fallito   | SLDCOM 3 x NOSS                                                                             |
| 5 dicembre 1995 21:18   | Titan IV(404)A      | 45J-3              | 4A-15              | K-15               | LEO           | Riuscito  | USA-116 (KH-12)                                                                             |
| 12 maggio 1996 21:32    | Titan IV(403)A      | 45F-11             | 4A-22              | K-22               | LEO           | Riuscito  | USA-119 (SLDCOM) USA-120 (NOSS) USA-121 (NOSS) USA-122 (NOSS) USA-123 (TiPS) USA-124 (TiPS) |
| 20 dicembre 1996 18:04  | Titan IV(404)A      | 45J-5              | 4A-13              | K-13               | LEO           | Riuscito  | USA-129 (KH-12)                                                                             |
| 24 novembre 1997 02:32  | Titan IV(403)A      | 45F-3              | 4A-18              | K-18               | LEO           | Riuscito  | USA-133 (Lacrosse)                                                                          |
| 22 maggio 1999 09:36    | Titan IV(404)B      |                    | 4B-12              | K-12               | LEO           | Riuscito  | USA-144 (Misty)                                                                             |
| 17 agosto 2000 23:45    | Titan IV(403)B      |                    | 4B-28              | K-25               | LEO           | Riuscito  | USA-152 (Onyx)                                                                              |
| 5 ottobre 2001 21:21    | Titan IV(404)B      |                    | 4B-34              | K-34               | LEO           | Riuscito  | USA-161 (KH-12)                                                                             |
| 19 ottobre 2005 18:05   | Titan IV(404)B      |                    | 4B-26              | K-35               | LEO           | Riuscito  | USA-186 (KH-12)                                                                             |
| 29 settembre 2013 16:00 | Falcon 9 v1.1       | Falcon 9 Flight 6  | Falcon 9 Flight 6  | Falcon 9 Flight 6  | Orbita polare | Riuscito  | CASSIOPE                                                                                    |
| 17 gennaio 2016 18:42   | Falcon 9 v1.1       | Falcon 9 Flight 21 | Falcon 9 Flight 21 | Falcon 9 Flight 21 | SSO           | Riuscito  | Jason-3                                                                                     |
| 14 gennaio 2017 17:54   | Falcon 9 FT         | Falcon 9 Flight 29 | Falcon 9 Flight 29 | Falcon 9 Flight 29 | Orbita polare | Riuscito  | Iridium NEXT 1-10                                                                           |
| 25 giugno 2017 20:25    | Falcon 9 FT         | Falcon 9 Flight 37 | Falcon 9 Flight 37 | Falcon 9 Flight 37 | Orbita polare | Riuscito  | Iridium NEXT 11-20                                                                          |
| 24 agosto 2017 18:50    | Falcon 9 FT         | Falcon 9 Flight 40 | Falcon 9 Flight 40 | Falcon 9 Flight 40 | SSO           | Riuscito  | FORMOSAT-5                                                                                  |
| 9 ottobre 2017 12:37    | Falcon 9 FT         | Falcon 9 Flight 42 | Falcon 9 Flight 42 | Falcon 9 Flight 42 | Orbita polare | Riuscito  | Iridium NEXT 21-30                                                                          |
| 23 dicembre 2017 01:27  | Falcon 9 FT         | Falcon 9 Flight 46 | Falcon 9 Flight 46 | Falcon 9 Flight 46 | Orbita polare | Riuscito  | Iridium NEXT 31-40                                                                          |
| 22 febbraio 2018 14:17  | Falcon 9 FT         | Falcon 9 Flight 49 | Falcon 9 Flight 49 | Falcon 9 Flight 49 | SSO           | Riuscito  | Paz Tintin A & B                                                                            |
| 30 marzo 2018 14:14     | Falcon 9 FT         | Falcon 9 Flight 51 | Falcon 9 Flight 51 | Falcon 9 Flight 51 | Orbita polare | Riuscito  | Iridium NEXT 41-50                                                                          |
| 22 maggio 2018 19:47:58 | Falcon 9 FT         | Falcon 9 Flight 55 | Falcon 9 Flight 55 | Falcon 9 Flight 55 | Orbita polare | Riuscito  | Iridium NEXT 51-55 GRACE-FO                                                                 |
| 25 luglio 2018 11:39:26 | Falcon 9 Block 5    | Falcon 9 Flight 59 | Falcon 9 Flight 59 | Falcon 9 Flight 59 | Orbita polare | Riuscito  | Iridium NEXT 56-65                                                                          |
| 8 ottobre 2018 2:21     | Falcon 9 Block 5    | Falcon 9 Flight 62 | Falcon 9 Flight 62 | Falcon 9 Flight 62 | SSO           | Riuscito  | SAOCOM 1A                                                                                   |
| 3 dicembre 2018 18:34   | Falcon 9 Block 5    | Falcon 9 Flight 64 | Falcon 9 Flight 64 | Falcon 9 Flight 64 | SSO           | Riuscito  | SSO-A                                                                                       |
| 11 gennaio 2019 15:31   | Falcon 9 Block 5    | Falcon 9 Flight 67 | Falcon 9 Flight 67 | Falcon 9 Flight 67 | Orbita polare | Riuscito  | Iridium NEXT 66-75                                                                          |
| 12 giugno 2019 14:17    | Falcon 9 Block 5    | Falcon 9 Flight 72 | Falcon 9 Flight 72 | Falcon 9 Flight 72 | SSO           | Riuscito  | RADARSAT                                                                                    |

## SLC-4W

### Atlas-Agena
Il primo lancio da questa rampa è avvenuto il 12 luglio 1963, quando un Atlas LV-3 Agena-D lanciò il primo satellite spia KH-7 Gambit. Dal SLC-4W furono lanciati in tutto dodici missioni, l'ultima dei quali è avvenuta il 12 marzo 1965.

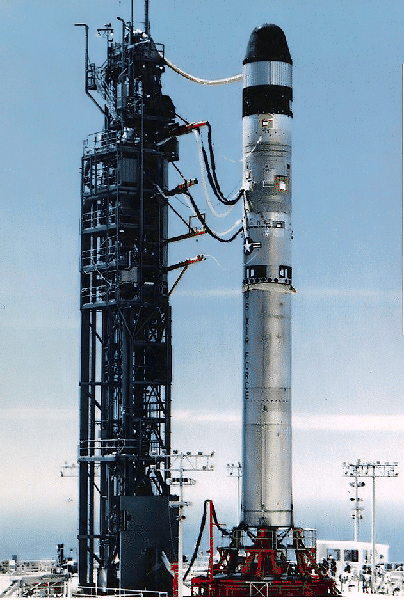
Un Titan 23G sul SLC-4W

### Titan IIIB
Tra il 1965 e il 1966 la rampa fu modificata per lanciare i missili Titan. Il primo di questa famiglia fu il Titan IIIB, il 29 luglio 1966. Tutti i 70 lanci della versione IIIB furono lanciati da questo sito, il cui ultimo è avvenuto il 12 febbraio 1987.

### Titan 23G
Dopo il ritiro del Titan IIIB, diventò il sito di lancio per la versione 23G del lanciatore. Un totale di 12 missioni furono lanciate tra il 5 settembre 1988 e il 18 ottobre 2003. Dopo tale data il sito fu disattivato.

### Sito di atterraggio per i Falcon
L'azienda SpaceX ha firmato un contratto di leasing di cinque anni nel 2015 per la rampa 4W, in modo da utilizzarla per far atterrare i propri veicoli riutilizzabili, in modo da avere un sito di atterraggio anche per i lanci da Vandenberg in orbita polare. Il sito di atterraggio per i lanci da Cape Canaveral è la LZ-1.
Nel settembre 2014 è commincata l'opera di demolizione delle strutture precedenti.

### Lista dei lanci[12]
| Ora e data (GMT)        | Veicolo                  | Numero Seriale | Numero Seriale | Traiettoria | Esito    | Carico utile         |
| ----------------------- | ------------------------ | -------------- | -------------- | ----------- | -------- | -------------------- |
| 12 luglio 1963 20:46    | Atlas LV-3 Agena-D       | 201D           | 201D           | LEO         | Riuscito | KH-7 Gambit 4001     |
| 5 settembre 1963 19:30  | Atlas LV-3 Agena-D       | 212D           | 212D           | LEO         | Riuscito | KH-7 Gambit 4002     |
| 25 ottobre 1963 18:59   | Atlas LV-3 Agena-D       | 224D           | 224D           | LEO         | Riuscito | KH-7 Gambit 4003     |
| 18 dicembre 1963 21:45  | Atlas LV-3 Agena-D       | 227D           | 227D           | LEO         | Riuscito | KH-7 Gambit 4004     |
| 2 febbraio 1964 18:59   | Atlas LV-3 Agena-D       | 285D           | 285D           | LEO         | Riuscito | KH-7 Gambit 4005     |
| 11 marzo 1964 20:14     | Atlas LV-3 Agena-D       | 296D           | 296D           | LEO         | Riuscito | KH-7 Gambit 4006     |
| 23 aprile 1964 16:19    | Atlas LV-3 Agena-D       | 351D           | 351D           | LEO         | Riuscito | KH-7 Gambit 4007     |
| 19 maggio 1964 19:21    | Atlas LV-3 Agena-D       | 350D           | 350D           | LEO         | Riuscito | KH-7 Gambit 4008     |
| 6 luglio 1964 18:51     | Atlas LV-3 Agena-D       | 352D           | 352D           | LEO         | Riuscito | KH-7 Gambit 4009     |
| 14 agosto 1964 22:00    | Atlas LV-3 Agena-D       | 7101           | 7101           | LEO         | Riuscito | KH-7 Gambit 4010     |
| 23 settembre 1964 20:06 | Atlas LV-3 Agena-D       | 7102           | 7102           | LEO         | Riuscito | KH-7 Gambit 4011     |
| 23 ottobre 1964 18:30   | Atlas LV-3 Agena-D       | 353D           | 353D           | LEO         | Riuscito | KH-7 Gambit 4013     |
| 23 gennaio 1965 20:09   | Atlas SLV-3 Agena-D      | 7106           | 7106           | LEO         | Riuscito | KH-7 Gambit 4015     |
| 12 marzo 1965 19:25     | Atlas SLV-3 Agena-D      | 7104           | 7104           | LEO         | Riuscito | KH-7 Gambit 4016     |
| 29 luglio 1966 18:43    | Titan IIIB               | 3B-1           | 4751           | LEO         | Riuscito | OPS-3014 (KH-8)      |
| 28 settembre 1966 19:12 | Titan IIIB               | 3B-2           |                | LEO         | Riuscito | OPS-4096 (KH-8)      |
| 14 dicembre 1966 18:14  | Titan IIIB               | 3B-3           |                | LEO         | Riuscito | OPS-8968 (KH-8)      |
| 24 febbraio 1967 19:55  | Titan IIIB               | 3B-4           |                | LEO         | Riuscito | OPS-4204 (KH-8)      |
| 26 aprile 1967 18:00    | Titan IIIB               | 3B-5           |                | LEO         | Fallito  | OPS-4243 (KH-8)      |
| 20 giugno 196716:19     | Titan IIIB               | 3B-8           |                | LEO         | Riuscito | OPS-4282 (KH-8)      |
| 16 agosto 1967 17:02    | Titan IIIB               | 3B-9           |                | LEO         | Riuscito | OPS-4886 (KH-8)      |
| 19 settembre 1967 18:28 | Titan IIIB               | 3B-10          |                | LEO         | Riuscito | OPS-4941 (KH-8)      |
| 25 ottobre 1967 19:15   | Titan IIIB               | 3B-11          |                | LEO         | Riuscito | OPS-4995 (KH-8)      |
| 5 dicembre 1967 18:45   | Titan IIIB               | 3B-12          |                | LEO         | Riuscito | OPS-5000 (KH-8)      |
| 18 gennaio 1968 19:04   | Titan IIIB               | 3B-13          |                | LEO         | Riuscito | OPS-5028 (KH-8)      |
| 13 marzo 1968 19:55     | Titan IIIB               | 3B-14          |                | LEO         | Riuscito | OPS-5057 (KH-8)      |
| 7 aprile 1968 17:00     | Titan IIIB               | 3B-15          |                | LEO         | Riuscito | OPS-5105 (KH-8)      |
| 5 giugno 1968 17:31     | Titan IIIB               | 3B-16          |                | LEO         | Riuscito | OPS-5138 (KH-8)      |
| 6 agosto 1968 16:33     | Titan IIIB               | 3B-17          |                | LEO         | Riuscito | OPS-5187 (KH-8)      |
| 10 settembre 1968 18:30 | Titan IIIB               | 3B-18          |                | LEO         | Riuscito | OPS-5247 (KH-8)      |
| 6 novembre 1968 19:10   | Titan IIIB               | 3B-19          |                | LEO         | Riuscito | OPS-5296 (KH-8)      |
| 4 dicembre 1968 19:23   | Titan IIIB               | 3B-20          |                | LEO         | Riuscito | OPS-6518 (KH-8)      |
| 22 gennaio 1969 19:10   | Titan IIIB               | 3B-6           |                | LEO         | Riuscito | OPS-7585 (KH-8)      |
| 4 marzo 1969 19:30      | Titan IIIB               | 3B-7           |                | LEO         | Riuscito | OPS-4248 (KH-8)      |
| 15 aprile 1969 17:30    | Titan IIIB               | 3B-21          |                | LEO         | Riuscito | OPS-5310 (KH-8)      |
| 3 giugno 1969 16:49     | Titan IIIB               | 3B-22          |                | LEO         | Riuscito | OPS-1077 (KH-8)      |
| 23 agosto 1969 16:00    | Titan III(23)B           | 23B-1          | 3B-23          | LEO         | Riuscito | OPS-7807 (KH-8A)     |
| 14 ottobre 1969 18:10   | Titan III(23)B           | 23B-2          | 3B-24          | LEO         | Riuscito | OPS-8455 (KH-8A)     |
| 14 gennaio 1970 18:43   | Titan III(23)B           | 23B-3          | 3B-24          | LEO         | Riuscito | OPS-6531 (KH-8A)     |
| 15 aprile 1970 15:52    | Titan III(23)B           | 23B-4          | 3B-26          | LEO         | Riuscito | OPS-2863 (KH-8A)     |
| 25 giugno 1970 14:50    | Titan III(23)B           | 23B-5          | 3B-27          | LEO         | Riuscito | OPS-6820 (KH-8A)     |
| 18 agosto 1970 14:45    | Titan III(23)B           | 23B-6          | 3B-28          | LEO         | Riuscito | OPS-7874 (KH-8A)     |
| 23 ottobre 1970 17:40   | Titan III(23)B           | 23B-7          | 3B-29          | LEO         | Riuscito | OPS-7568 (KH-8A)     |
| 21 gennaio 1971 18:28   | Titan III(23)B           | 23B-8          | 3B-30          | LEO         | Riuscito | OPS-7776 (KH-8A)     |
| 21 marzo 1971 03:45     | Titan III(33)B           | 33B-1          | 3B-36          | Molniya     | Riuscito | OPS-4788 (Jumpseat)  |
| 22 aprile 1971 15:30    | Titan III(23)B           | 23B-9          | 3B-31          | LEO         | Riuscito | OPS-7899 (KH-8A)     |
| 12 agosto 1971 15:30    | Titan III(24)B           | 24B-1          | 3B-32          | LEO         | Riuscito | OPS-8607 (KH-8A)     |
| 23 ottobre 1971 17:16   | Titan III(24)B           | 24B-2          | 3B-33          | LEO         | Riuscito | OPS-7616 (KH-8A)     |
| 16 febbraio 1972 09:59  | Titan III(33)B           | 33B-2          | 3B-37          | Molniya     | Fallito  | OPS-1844 (Jumpseat)  |
| 17 marzo 1972 17:00     | Titan III(24)B           | 24B-3          | 3B-34          | LEO         | Riuscito | OPS-1678 (KH-8A)     |
| 20 maggio 1972 15:30    | Titan III(24)B           | 24B-4          | 3B-35          | LEO         | Fallito  | OPS-6574 (KH-8A)     |
| 1 settembre 1972 17:44  | Titan III(24)B           | 24B-5          | 3B-39          | LEO         | Riuscito | OPS-8888 (KH-8A)     |
| 21 dicembre 1972 17:45  | Titan III(24)B           | 24B-6          | 3B-40          | LEO         | Riuscito | OPS-3978 (KH-8A)     |
| 16 maggio 1973 16:40    | Titan III(24)B           | 24B-7          | 3B-41          | LEO         | Riuscito | OPS-2093 (KH-8A)     |
| 26 giugno 1973 17:00    | Titan III(24)B           | 24B-9          | 3B-43          | LEO         | Fallito  | OPS-4018 (KH-8A)     |
| 21 agosto 1973 16:07    | Titan III(33)B           | 33B-3          | 3B-38          | Molniya     | Riuscito | OPS-7724 (Jumpseat)  |
| 27 settembre 1973 17:15 | Titan III(24)B           | 24B-8          | 3B-42          | LEO         | Riuscito | OPS-6275 (KH-8A)     |
| 13 febbraio 1974 18:00  | Titan III(24)B           | 24B-10         | 3B-44          | LEO         | Riuscito | OPS-6889 (KH-8A)     |
| 6 giugno 1974 16:30     | Titan III(24)B           | 24B-11         | 3B-45          | LEO         | Riuscito | OPS-1776 (KH-8A)     |
| 14 agosto 1974 15:35    | Titan III(24)B           | 24B-12         | 3B-46          | LEO         | Riuscito | OPS-3004 (KH-8A)     |
| 10 marzo 1975 04:41     | Titan III(34)B           | 34B-1          | 3B-50          | Molniya     | Riuscito | OPS-2439 (Jumpseat)  |
| 18 aprile 1975 16:48    | Titan III(24)B           | 24B-14         | 3B-48          | LEO         | Riuscito | OPS-4883 (KH-8A)     |
| 9 ottobre 1975 19:15    | Titan III(24)B           | 24B-13         | 3B-47          | LEO         | Riuscito | OPS-5499 (KH-8A)     |
| 22 marzo 1976 18:14     | Titan III(24)B           | 24B-18         | 3B-52          | LEO         | Riuscito | OPS-7600 (KH-8A)     |
| 2 giugno 1976 20:56     | Titan III(34)B           | 34B-5          | 3B-55          | Molniya     | Riuscito | OPS-7837 (SDS)       |
| 6 agosto 1976 22:21     | Titan III(34)B           | 34B-6          | 3B-56          | Molniya     | Riuscito | OPS-7940 (SDS)       |
| 15 settembre 1976 18:50 | Titan III(24)B           | 24B-17         | 3B-51          | LEO         | Riuscito | OPS-8533 (KH-8A)     |
| 13 marzo 1977 18:41     | Titan III(24)B           | 24B-19         | 3B-54          | LEO         | Riuscito | OPS-4915 (KH-8A)     |
| 23 settembre 1977 18:34 | Titan III(24)B           | 24B-23         | 3B-58          | LEO         | Riuscito | OPS-7471 (KH-8A)     |
| 25 febbraio 1978 05:00  | Titan III(34)B           | 34B-2          | 3B-49          | Molniya     | Riuscito | OPS-6031 (Jumpseat)  |
| 5 agosto 1978 05:00     | Titan III(34)B           | 34B-7          | 3B-57          | Molniya     | Riuscito | OPS-7310 (SDS)       |
| 28 maggio 1979 18:14    | Titan III(24)B           | 24B-25         | 3B-61          | LEO         | Riuscito | OPS-7164 (KH-8A)     |
| 13 dicembre 1980 16:04  | Titan III(34)B           | 34B-3          | 3B-53          | Molniya     | Riuscito | OPS-5805 (SDS)       |
| 28 febbraio 1981 19:15  | Titan III(24)B           | 24B-24         | 3B-59          | LEO         | Riuscito | OPS-1166 (KH-8A)     |
| 24 aprile 1981 21:32    | Titan III(34)B           | 34B-8          | 3B-60          | Molniya     | Fallito  | OPS-7225 (Jumpseat)  |
| 21 gennaio 1982 19:36   | Titan III(24)B           | 24B-26         | 3B-62          | LEO         | Riuscito | OPS-2849 (KH-8A HB)  |
| 15 aprile 1983 18:45    | Titan III(24)B           | 24B-27         | 3B-63          | LEO         | Riuscito | OPS-2925 (KH-8A)     |
| 31 luglio 1983 15:41    | Titan III(34)B           | 34B-9          | 3B-65          | Molniya     | Riuscito | OPS-7304 (Jumpseat)  |
| 17 aprile 1984 18:45    | Titan III(24)B           | 24B-28         | 3B-67          | LEO         | Riuscito | OPS-8424 (KH-8A)     |
| 28 agosto 1984 18:03    | Titan III(34)B           | 34B-4          | 3B-64          | Molniya     | Riuscito | USA-4 (SDS)          |
| 8 febbraio 1985 06:10   | Titan III(34)B           | 34B-10         | 3B-69          | Molniya     | Riuscito | USA-9 (SDS)          |
| 12 febbraio 1987 06:40  | Titan III(34)B           | 34B-51         | 3B-66          | Molniya     | Riuscito | USA-21 (SDS)         |
| 5 settembre 1988 09:25  | Titan II(23)G            | 23G-1          | B-56           | LEO         | Riuscito | USA-32 (Bernie)      |
| 6 settembre 1989 01:49  | Titan II(23)G            | 23G-2          | B-99           | LEO         | Riuscito | USA-45 (Bernie)      |
| 25 aprile 1992 08:53    | Titan II(23)G            | 23G-3          | B-102          | LEO         | Riuscito | USA-81 (Bernie)      |
| 5 ottobre 1993 17:56    | Titan II(23)G/Star-37XFP | 23G-5          | B-65           | LEO         | Fallito  | Landsat 6            |
| 25 gennaio 1994 16:34   | Titan II(23)G            | 23G-11         | B-67           | LEO         | Riuscito | Clementine DSPSE-ISA |
| 4 aprile 1997 16:47     | Titan II(23)G/Star-37S   | 23G-6          | B-106          | LEO         | Riuscito | USA-131 (DMSP)       |
| 13 maggio 1998 15:52    | Titan II(23)G/Star-37XFP | 23G-12         | B-72           | LEO         | Riuscito | NOAA-15              |
| 20 giugno 1999 02:15    | Titan II(23)G            | 23G-7          | B-75           | LEO         | Riuscito | QuickSCAT            |
| 12 dicembre 1999 17:38  | Titan II(23)G/Star-37XFP | 23G-8          | B-44           | LEO         | Riuscito | USA-147 (DMSP)       |
| 21 settembre 10:22      | Titan II(23)G/Star-37XFP | 23G-13         | B-39           | LEO         | Riuscito | NOAA-16              |
| 24 giugno 2002 18:23    | Titan II(23)G/Star-37XFP | 23G-14         | B-92           | LEO         | Riuscito | NOAA-17              |
| 6 gennaio 2003 14:19    | Titan II(23)G            | 23G-4          | B-72           | LEO         | Riuscito | Coriolis             |
| 18 ottobre 2003 16:17   | Titan II(23)G/Star-37XFP | 23G-9          | B-107          | LEO         | Riuscito | USA-172 (DMSP)       |